# Cylindromyia xylotina
Cylindromyia xylotina là một loài ruồi trong họ Tachinidae.